# Lista över fornlämningar i Västerviks kommun (Gladhammar)
Lista över fornlämningar i Västerviks kommun (Gladhammar) är en förteckning av ett urval av de fornlämningar som finns i Gladhammar i Västerviks kommun.
| Namn                          | Lämningstyp  | Tillkomsttid | Historisk indelning | Plats | Läge                 | ID-nr          | Bild                                 |
| ----------------------------- | ------------ | ------------ | ------------------- | ----- | -------------------- | -------------- | ------------------------------------ |
| Gladhammar 1:1                | Stensättning |              | Gladhammar, Småland |       | 57.697979, 16.588791 | 10080700010001 | Ladda upp en bild av detta fornminne |
| Gladhammar 2:1                | Röse         |              | Gladhammar, Småland |       | 57.691969, 16.603819 | 10080700020001 | Ladda upp en bild av detta fornminne |
| Gladhammar 2:2                | Stensättning |              | Gladhammar, Småland |       | 57.691964, 16.603544 | 10080700020002 | Ladda upp en bild av detta fornminne |
| Gladhammar 4:1                | Gravfält     |              | Gladhammar, Småland |       | 57.676729, 16.490595 | 10080700040001 | Ladda upp en bild av detta fornminne |
| Gladhammar 6:1                | Stensättning |              | Gladhammar, Småland |       | 57.677877, 16.489961 | 10080700060001 | Ladda upp en bild av detta fornminne |
| Gladhammar 10:1               | Röse         |              | Gladhammar, Småland |       | 57.678071, 16.496148 | 10080700100001 | Ladda upp en bild av detta fornminne |
| Gladhammar 11:1               | Stensättning |              | Gladhammar, Småland |       | 57.681703, 16.490078 | 10080700110001 | Ladda upp en bild av detta fornminne |
| Gladhammar 12:1               | Gravfält     |              | Gladhammar, Småland |       | 57.679155, 16.481877 | 10080700120001 | Ladda upp en bild av detta fornminne |
| Gladhammar 16:1               | Gravfält     |              | Gladhammar, Småland |       | 57.708251, 16.449964 | 10080700160001 | Ladda upp en bild av detta fornminne |
| Gladhammar 22:1               | Hällristning |              | Gladhammar, Småland |       | 57.713044, 16.447942 | 10080700220001 | Ladda upp en bild av detta fornminne |
| Gladhammar 22:4               | Stensättning |              | Gladhammar, Småland |       | 57.713575, 16.448885 | 10080700220004 | Ladda upp en bild av detta fornminne |
| Gladhammar 23:1               | Röse         |              | Gladhammar, Småland |       | 57.711362, 16.457295 | 10080700230001 | Ladda upp en bild av detta fornminne |
| Gladhammar 23:2               | Stensättning |              | Gladhammar, Småland |       | 57.711392, 16.457091 | 10080700230002 | Ladda upp en bild av detta fornminne |
| Gladhammar 25:1               | Stensättning |              | Gladhammar, Småland |       | 57.712207, 16.457302 | 10080700250001 | Ladda upp en bild av detta fornminne |
| Gladhammar 25:2               | Stensättning |              | Gladhammar, Småland |       | 57.712116, 16.457545 | 10080700250002 | Ladda upp en bild av detta fornminne |
| Gladhammar 27:1               | Röse         |              | Gladhammar, Småland |       | 57.717745, 16.454460 | 10080700270001 | Ladda upp en bild av detta fornminne |
| Gladhammar 28:2               | Stensättning |              | Gladhammar, Småland |       | 57.717345, 16.453436 | 10080700280002 | Ladda upp en bild av detta fornminne |
| Gladhammar 31:1               | Gravfält     |              | Gladhammar, Småland |       | 57.713596, 16.456647 | 10080700310001 | Ladda upp en bild av detta fornminne |
| Gladhammar 32:1               | Stensättning |              | Gladhammar, Småland |       | 57.712596, 16.457699 | 10080700320001 | Ladda upp en bild av detta fornminne |
| Gladhammar 32:2               | Stensättning |              | Gladhammar, Småland |       | 57.712541, 16.457983 | 10080700320002 | Ladda upp en bild av detta fornminne |
| Gladhammar 33:1               | Röse         |              | Gladhammar, Småland |       | 57.671783, 16.471407 | 10080700330001 | Ladda upp en bild av detta fornminne |
| Gladhammar 34:1               | Stensättning |              | Gladhammar, Småland |       | 57.675945, 16.457456 | 10080700340001 | Ladda upp en bild av detta fornminne |
| Gladhammar 35:1               | Stensättning |              | Gladhammar, Småland |       | 57.673422, 16.457191 | 10080700350001 | Ladda upp en bild av detta fornminne |
| Gladhammar 36:1               | Stensättning |              | Gladhammar, Småland |       | 57.674869, 16.455653 | 10080700360001 | Ladda upp en bild av detta fornminne |
| Gladhammar 36:2               | Stensättning |              | Gladhammar, Småland |       | 57.674726, 16.455430 | 10080700360002 | Ladda upp en bild av detta fornminne |
| Gladhammar 36:3               | Stensättning |              | Gladhammar, Småland |       | 57.674619, 16.455751 | 10080700360003 | Ladda upp en bild av detta fornminne |
| Gladhammar 39:1               | Stensättning |              | Gladhammar, Småland |       | 57.675892, 16.455386 | 10080700390001 | Ladda upp en bild av detta fornminne |
| Gladhammar 39:2               | Stensättning |              | Gladhammar, Småland |       | 57.676284, 16.455812 | 10080700390002 | Ladda upp en bild av detta fornminne |
| Gladhammar 39:3               | Stensättning |              | Gladhammar, Småland |       | 57.676340, 16.455941 | 10080700390003 | Ladda upp en bild av detta fornminne |
| Gladhammar 39:4               | Stensättning |              | Gladhammar, Småland |       | 57.676399, 16.455802 | 10080700390004 | Ladda upp en bild av detta fornminne |
| Gladhammar 43:1               | Stensättning |              | Gladhammar, Småland |       | 57.683270, 16.464709 | 10080700430001 | Ladda upp en bild av detta fornminne |
| Gladhammar 43:2               | Stensättning |              | Gladhammar, Småland |       | 57.683623, 16.464790 | 10080700430002 | Ladda upp en bild av detta fornminne |
| Gladhammar 47:1               | Gravfält     |              | Gladhammar, Småland |       | 57.674710, 16.451716 | 10080700470001 | Ladda upp en bild av detta fornminne |
| Gladhammar 48:1               | Stensättning |              | Gladhammar, Småland |       | 57.667883, 16.461092 | 10080700480001 | Ladda upp en bild av detta fornminne |
| Gladhammar 48:2               | Stensättning |              | Gladhammar, Småland |       | 57.667813, 16.461227 | 10080700480002 | Ladda upp en bild av detta fornminne |
| Gladhammar 49:1               | Stensättning |              | Gladhammar, Småland |       | 57.667605, 16.460161 | 10080700490001 | Ladda upp en bild av detta fornminne |
| Gladhammar 49:2               | Stensättning |              | Gladhammar, Småland |       | 57.667541, 16.460045 | 10080700490002 | Ladda upp en bild av detta fornminne |
| Gladhammar 51:1               | Stensättning |              | Gladhammar, Småland |       | 57.666930, 16.468592 | 10080700510001 | Ladda upp en bild av detta fornminne |
| Gladhammar 51:2               | Stensättning |              | Gladhammar, Småland |       | 57.666821, 16.468595 | 10080700510002 | Ladda upp en bild av detta fornminne |
| Gladhammar 52:1               | Stensättning |              | Gladhammar, Småland |       | 57.664039, 16.470156 | 10080700520001 | Ladda upp en bild av detta fornminne |
| Gladhammar 54:1               | Stensättning |              | Gladhammar, Småland |       | 57.714395, 16.449180 | 10080700540001 | Ladda upp en bild av detta fornminne |
| Gladhammar 54:2               | Stensättning |              | Gladhammar, Småland |       | 57.714319, 16.449276 | 10080700540002 | Ladda upp en bild av detta fornminne |
| Gladhammar 54:3               | Stensättning |              | Gladhammar, Småland |       | 57.714177, 16.449434 | 10080700540003 | Ladda upp en bild av detta fornminne |
| Gladhammar 55:1               | Gravfält     |              | Gladhammar, Småland |       | 57.714144, 16.448188 | 10080700550001 | Ladda upp en bild av detta fornminne |
| Gladhammar 58:1               | Röse         |              | Gladhammar, Småland |       | 57.706250, 16.412677 | 10080700580001 | Ladda upp en bild av detta fornminne |
| Gladhammar 59:1               | Röse         |              | Gladhammar, Småland |       | 57.704317, 16.413501 | 10080700590001 | Ladda upp en bild av detta fornminne |
| Gladhammar 60:1               | Röse         |              | Gladhammar, Småland |       | 57.703389, 16.409591 | 10080700600001 | Ladda upp en bild av detta fornminne |
| Gladhammar 60:2               | Stensättning |              | Gladhammar, Småland |       | 57.703133, 16.409405 | 10080700600002 | Ladda upp en bild av detta fornminne |
| Gladhammar 61:1               | Stensättning |              | Gladhammar, Småland |       | 57.716756, 16.422918 | 10080700610001 | Ladda upp en bild av detta fornminne |
| Gladhammar 61:2               | Stensättning |              | Gladhammar, Småland |       | 57.716669, 16.423138 | 10080700610002 | Ladda upp en bild av detta fornminne |
| Gladhammar 61:3               | Stensättning |              | Gladhammar, Småland |       | 57.716802, 16.423137 | 10080700610003 | Ladda upp en bild av detta fornminne |
| Gladhammar 63:1               | Stensättning |              | Gladhammar, Småland |       | 57.726551, 16.440456 | 10080700630001 | Ladda upp en bild av detta fornminne |
| Gladhammar 63:2               | Stensättning |              | Gladhammar, Småland |       | 57.726437, 16.440365 | 10080700630002 | Ladda upp en bild av detta fornminne |
| Gladhammar 64:1               | Stensättning |              | Gladhammar, Småland |       | 57.728998, 16.436456 | 10080700640001 | Ladda upp en bild av detta fornminne |
| Gladhammar 68:1               | Röse         |              | Gladhammar, Småland |       | 57.735078, 16.410639 | 10080700680001 | Ladda upp en bild av detta fornminne |
| Gladhammar 69:1               | Röse         |              | Gladhammar, Småland |       | 57.734422, 16.411471 | 10080700690001 | Ladda upp en bild av detta fornminne |
| Gladhammar 71:1               | Röse         |              | Gladhammar, Småland |       | 57.744971, 16.397851 | 10080700710001 | Ladda upp en bild av detta fornminne |
| Gladhammar 71:2               | Stensättning |              | Gladhammar, Småland |       | 57.745294, 16.398099 | 10080700710002 | Ladda upp en bild av detta fornminne |
| Gladhammar 73:1               | Röse         |              | Gladhammar, Småland |       | 57.749363, 16.426469 | 10080700730001 | Ladda upp en bild av detta fornminne |
| Gladhammar 73:2               | Stensättning |              | Gladhammar, Småland |       | 57.749521, 16.426302 | 10080700730002 | Ladda upp en bild av detta fornminne |
| Gladhammar 73:3               | Stensättning |              | Gladhammar, Småland |       | 57.749480, 16.426627 | 10080700730003 | Ladda upp en bild av detta fornminne |
| Gladhammar 73:4               | Stensättning |              | Gladhammar, Småland |       | 57.749222, 16.426182 | 10080700730004 | Ladda upp en bild av detta fornminne |
| Borreberget (Gladhammar 75:1) | Fornborg     |              | Gladhammar, Småland |       | 57.753237, 16.416357 | 10080700750001 | Ladda upp en bild av detta fornminne |
| Gladhammar 76:1               | Stensättning |              | Gladhammar, Småland |       | 57.737357, 16.422013 | 10080700760001 | Ladda upp en bild av detta fornminne |
| Gladhammar 78:1               | Stensättning |              | Gladhammar, Småland |       | 57.742667, 16.411546 | 10080700780001 | Ladda upp en bild av detta fornminne |
| Gladhammar 79:1               | Stensättning |              | Gladhammar, Småland |       | 57.738677, 16.434631 | 10080700790001 | Ladda upp en bild av detta fornminne |
| Gladhammar 79:2               | Stensättning |              | Gladhammar, Småland |       | 57.738598, 16.434441 | 10080700790002 | Ladda upp en bild av detta fornminne |
| Gladhammar 80:1               | Stensättning |              | Gladhammar, Småland |       | 57.737718, 16.435927 | 10080700800001 | Ladda upp en bild av detta fornminne |
| Gladhammar 81:1               | Röse         |              | Gladhammar, Småland |       | 57.740314, 16.437115 | 10080700810001 | Ladda upp en bild av detta fornminne |
| Gladhammar 81:2               | Röse         |              | Gladhammar, Småland |       | 57.740075, 16.437742 | 10080700810002 | Ladda upp en bild av detta fornminne |
| Gladhammar 83:1               | Gravfält     |              | Gladhammar, Småland |       | 57.739535, 16.437783 | 10080700830001 | Ladda upp en bild av detta fornminne |
| Gladhammar 87:1               | Stensättning |              | Gladhammar, Småland |       | 57.739498, 16.441066 | 10080700870001 | Ladda upp en bild av detta fornminne |
| Gladhammar 90:1               | Stensättning |              | Gladhammar, Småland |       | 57.738833, 16.437525 | 10080700900001 | Ladda upp en bild av detta fornminne |
| Gladhammar 90:2               | Stensättning |              | Gladhammar, Småland |       | 57.738769, 16.437651 | 10080700900002 | Ladda upp en bild av detta fornminne |
| Gladhammar 91:1               | Röse         |              | Gladhammar, Småland |       | 57.738371, 16.443370 | 10080700910001 | Ladda upp en bild av detta fornminne |
| Gladhammar 91:2               | Stensättning |              | Gladhammar, Småland |       | 57.738335, 16.443621 | 10080700910002 | Ladda upp en bild av detta fornminne |
| Gladhammar 91:3               | Röse         |              | Gladhammar, Småland |       | 57.738067, 16.443327 | 10080700910003 | Ladda upp en bild av detta fornminne |
| Gladhammar 93:2               | Stensättning |              | Gladhammar, Småland |       | 57.737020, 16.443969 | 10080700930002 | Ladda upp en bild av detta fornminne |
| Gladhammar 94:1               | Röse         |              | Gladhammar, Småland |       | 57.739665, 16.442213 | 10080700940001 | Ladda upp en bild av detta fornminne |
| Gladhammar 96:1               | Röse         |              | Gladhammar, Småland |       | 57.725130, 16.515136 | 10080700960001 | Ladda upp en bild av detta fornminne |
| Gladhammar 100:1              | Stensättning |              | Gladhammar, Småland |       | 57.727146, 16.488586 | 10080701000001 | Ladda upp en bild av detta fornminne |
| Gladhammar 100:3              | Stensättning |              | Gladhammar, Småland |       | 57.727222, 16.488502 | 10080701000003 | Ladda upp en bild av detta fornminne |
| Gladhammar 101:1              | Stensättning |              | Gladhammar, Småland |       | 57.724950, 16.562465 | 10080701010001 | Ladda upp en bild av detta fornminne |
| Gladhammar 103:1              | Röse         |              | Gladhammar, Småland |       | 57.723845, 16.371811 | 10080701030001 | Ladda upp en bild av detta fornminne |
| Gladhammar 106:1              | Stensättning |              | Gladhammar, Småland |       | 57.716334, 16.616284 | 10080701060001 | Ladda upp en bild av detta fornminne |
| Gladhammar 108:1              | Stensättning |              | Gladhammar, Småland |       | 57.716268, 16.635803 | 10080701080001 | Ladda upp en bild av detta fornminne |
| Gladhammar 109:1              | Röse         |              | Gladhammar, Småland |       | 57.716184, 16.637972 | 10080701090001 | Ladda upp en bild av detta fornminne |
| Gladhammar 110:1              | Stensättning |              | Gladhammar, Småland |       | 57.714724, 16.638563 | 10080701100001 | Ladda upp en bild av detta fornminne |
| Gladhammar 110:2              | Stensättning |              | Gladhammar, Småland |       | 57.714601, 16.638619 | 10080701100002 | Ladda upp en bild av detta fornminne |
| Gladhammar 110:3              | Stensättning |              | Gladhammar, Småland |       | 57.714814, 16.638388 | 10080701100003 | Ladda upp en bild av detta fornminne |
| Gladhammar 112:1              | Stensättning |              | Gladhammar, Småland |       | 57.718453, 16.621109 | 10080701120001 | Ladda upp en bild av detta fornminne |
| Gladhammar 112:3              | Stensättning |              | Gladhammar, Småland |       | 57.718285, 16.621389 | 10080701120003 | Ladda upp en bild av detta fornminne |
| Gladhammar 113:1              | Röse         |              | Gladhammar, Småland |       | 57.711817, 16.654649 | 10080701130001 | Ladda upp en bild av detta fornminne |
| Gladhammar 114:1              | Röse         |              | Gladhammar, Småland |       | 57.711320, 16.653445 | 10080701140001 | Ladda upp en bild av detta fornminne |
| Gladhammar 114:2              | Stensättning |              | Gladhammar, Småland |       | 57.711332, 16.653187 | 10080701140002 | Ladda upp en bild av detta fornminne |
| Gladhammar 117:1              | Röse         |              | Gladhammar, Småland |       | 57.719594, 16.620124 | 10080701170001 | Ladda upp en bild av detta fornminne |
| Gladhammar 117:3              | Stensättning |              | Gladhammar, Småland |       | 57.719755, 16.619989 | 10080701170003 | Ladda upp en bild av detta fornminne |
| Gladhammar 118:1              | Stensättning |              | Gladhammar, Småland |       | 57.720277, 16.616814 | 10080701180001 | Ladda upp en bild av detta fornminne |
| Gladhammar 118:2              | Stensättning |              | Gladhammar, Småland |       | 57.720400, 16.616667 | 10080701180002 | Ladda upp en bild av detta fornminne |
| Gladhammar 118:3              | Stensättning |              | Gladhammar, Småland |       | 57.720466, 16.616562 | 10080701180003 | Ladda upp en bild av detta fornminne |
| Gladhammar 119:1              | Röse         |              | Gladhammar, Småland |       | 57.720412, 16.607520 | 10080701190001 | Ladda upp en bild av detta fornminne |
| Gladhammar 120:1              | Röse         |              | Gladhammar, Småland |       | 57.721437, 16.606232 | 10080701200001 | Ladda upp en bild av detta fornminne |
| Gladhammar 120:2              | Röse         |              | Gladhammar, Småland |       | 57.721276, 16.606207 | 10080701200002 | Ladda upp en bild av detta fornminne |
| Gladhammar 121:1              | Stensättning |              | Gladhammar, Småland |       | 57.721337, 16.610287 | 10080701210001 | Ladda upp en bild av detta fornminne |
| Gladhammar 121:2              | Stensättning |              | Gladhammar, Småland |       | 57.721285, 16.609671 | 10080701210002 | Ladda upp en bild av detta fornminne |
| Gladhammar 123:1              | Stensättning |              | Gladhammar, Småland |       | 57.719904, 16.606543 | 10080701230001 | Ladda upp en bild av detta fornminne |
| Gladhammar 123:2              | Stensättning |              | Gladhammar, Småland |       | 57.719692, 16.606757 | 10080701230002 | Ladda upp en bild av detta fornminne |
| Gladhammar 125:1              | Stensättning |              | Gladhammar, Småland |       | 57.718888, 16.607324 | 10080701250001 | Ladda upp en bild av detta fornminne |
| Gladhammar 125:2              | Stensättning |              | Gladhammar, Småland |       | 57.718900, 16.607704 | 10080701250002 | Ladda upp en bild av detta fornminne |
| Gladhammar 126:1              | Röse         |              | Gladhammar, Småland |       | 57.717228, 16.608665 | 10080701260001 | Ladda upp en bild av detta fornminne |
| Gladhammar 127:1              | Gravfält     |              | Gladhammar, Småland |       | 57.720443, 16.604860 | 10080701270001 | Ladda upp en bild av detta fornminne |
| Gladhammar 130:1              | Stensättning |              | Gladhammar, Småland |       | 57.720350, 16.593879 | 10080701300001 | Ladda upp en bild av detta fornminne |
| Gladhammar 130:2              | Stensättning |              | Gladhammar, Småland |       | 57.720216, 16.593972 | 10080701300002 | Ladda upp en bild av detta fornminne |
| Gladhammar 131:1              | Röse         |              | Gladhammar, Småland |       | 57.721247, 16.589300 | 10080701310001 | Ladda upp en bild av detta fornminne |
| Gladhammar 132:1              | Stensättning |              | Gladhammar, Småland |       | 57.722028, 16.585106 | 10080701320001 | Ladda upp en bild av detta fornminne |
| Gladhammar 133:1              | Stensättning |              | Gladhammar, Småland |       | 57.721685, 16.586833 | 10080701330001 | Ladda upp en bild av detta fornminne |
| Gladhammar 134:1              | Stensättning |              | Gladhammar, Småland |       | 57.721301, 16.588113 | 10080701340001 | Ladda upp en bild av detta fornminne |
| Gladhammar 135:1              | Stensättning |              | Gladhammar, Småland |       | 57.722582, 16.584189 | 10080701350001 | Ladda upp en bild av detta fornminne |
| Gladhammar 135:2              | Stensättning |              | Gladhammar, Småland |       | 57.722646, 16.584330 | 10080701350002 | Ladda upp en bild av detta fornminne |
| Gladhammar 136:1              | Stensättning |              | Gladhammar, Småland |       | 57.731374, 16.565400 | 10080701360001 | Ladda upp en bild av detta fornminne |
| Gladhammar 137:1              | Stensättning |              | Gladhammar, Småland |       | 57.716475, 16.594834 | 10080701370001 | Ladda upp en bild av detta fornminne |
| Gladhammar 138:1              | Röse         |              | Gladhammar, Småland |       | 57.707786, 16.599608 | 10080701380001 | Ladda upp en bild av detta fornminne |
| Gladhammar 139:1              | Gravfält     |              | Gladhammar, Småland |       | 57.702972, 16.607074 | 10080701390001 | Ladda upp en bild av detta fornminne |
| Gladhammar 144:1              | Röse         |              | Gladhammar, Småland |       | 57.701201, 16.608267 | 10080701440001 | Ladda upp en bild av detta fornminne |
| Gladhammar 144:2              | Röse         |              | Gladhammar, Småland |       | 57.701273, 16.608031 | 10080701440002 | Ladda upp en bild av detta fornminne |
| Gladhammar 144:3              | Röse         |              | Gladhammar, Småland |       | 57.701332, 16.607875 | 10080701440003 | Ladda upp en bild av detta fornminne |
| Gladhammar 144:4              | Stensättning |              | Gladhammar, Småland |       | 57.701128, 16.607681 | 10080701440004 | Ladda upp en bild av detta fornminne |
| Gladhammar 146:1              | Stensättning |              | Gladhammar, Småland |       | 57.702209, 16.605020 | 10080701460001 | Ladda upp en bild av detta fornminne |
| Gladhammar 154:1              | Stensättning |              | Gladhammar, Småland |       | 57.677071, 16.452987 | 10080701540001 | Ladda upp en bild av detta fornminne |
| Gladhammar 159:1              | Stensättning |              | Gladhammar, Småland |       | 57.719974, 16.605247 | 10080701590001 | Ladda upp en bild av detta fornminne |
| Gladhammar 165:1              | Stensättning |              | Gladhammar, Småland |       | 57.673476, 16.512348 | 10080701650001 | Ladda upp en bild av detta fornminne |
| Gladhammar 178:1              | Stensättning |              | Gladhammar, Småland |       | 57.732811, 16.530966 | 10080701780001 | Ladda upp en bild av detta fornminne |
| Gladhammar 180:1              | Stensättning |              | Gladhammar, Småland |       | 57.679151, 16.483089 | 10080701800001 | Ladda upp en bild av detta fornminne |
| Gladhammar 184:1              | Stensättning |              | Gladhammar, Småland |       | 57.754700, 16.487407 | 10080701840001 | Ladda upp en bild av detta fornminne |
| Gladhammar 185:1              | Stensättning |              | Gladhammar, Småland |       | 57.751412, 16.494478 | 10080701850001 | Ladda upp en bild av detta fornminne |
| Gladhammar 191:1              | Röse         |              | Gladhammar, Småland |       | 57.726535, 16.360747 | 10080701910001 | Ladda upp en bild av detta fornminne |
| Gladhammar 192:1              | Röse         |              | Gladhammar, Småland |       | 57.725662, 16.361973 | 10080701920001 | Ladda upp en bild av detta fornminne |
| Gladhammar 194:1              | Stensättning |              | Gladhammar, Småland |       | 57.725804, 16.365147 | 10080701940001 | Ladda upp en bild av detta fornminne |
| Gladhammar 197:1              | Stensättning |              | Gladhammar, Småland |       | 57.731003, 16.366684 | 10080701970001 | Ladda upp en bild av detta fornminne |
| Gladhammar 198:1              | Stensättning |              | Gladhammar, Småland |       | 57.728151, 16.372564 | 10080701980001 | Ladda upp en bild av detta fornminne |
| Gladhammar 200:1              | Gravfält     |              | Gladhammar, Småland |       | 57.732520, 16.526684 | 10080702000001 | Ladda upp en bild av detta fornminne |
| Gladhammar 201:1              | Röse         |              | Gladhammar, Småland |       | 57.736694, 16.527072 | 10080702010001 | Ladda upp en bild av detta fornminne |
| Gladhammar 201:2              | Stensättning |              | Gladhammar, Småland |       | 57.736695, 16.527256 | 10080702010002 | Ladda upp en bild av detta fornminne |
| Gladhammar 202:1              | Röse         |              | Gladhammar, Småland |       | 57.736547, 16.523624 | 10080702020001 | Ladda upp en bild av detta fornminne |
| Gladhammar 202:2              | Stensättning |              | Gladhammar, Småland |       | 57.736535, 16.523905 | 10080702020002 | Ladda upp en bild av detta fornminne |
| Gladhammar 202:3              | Stensättning |              | Gladhammar, Småland |       | 57.736408, 16.523759 | 10080702020003 | Ladda upp en bild av detta fornminne |
| Gladhammar 202:4              | Stensättning |              | Gladhammar, Småland |       | 57.736613, 16.523389 | 10080702020004 | Ladda upp en bild av detta fornminne |
| Gladhammar 203:1              | Röse         |              | Gladhammar, Småland |       | 57.729503, 16.520466 | 10080702030001 | Ladda upp en bild av detta fornminne |
| Gladhammar 203:2              | Stensättning |              | Gladhammar, Småland |       | 57.729419, 16.520647 | 10080702030002 | Ladda upp en bild av detta fornminne |
| Gladhammar 204:1              | Gravfält     |              | Gladhammar, Småland |       | 57.730569, 16.522099 | 10080702040001 | Ladda upp en bild av detta fornminne |
| Gladhammar 206:1              | Stensättning |              | Gladhammar, Småland |       | 57.730066, 16.524721 | 10080702060001 | Ladda upp en bild av detta fornminne |
| Gladhammar 206:2              | Stensättning |              | Gladhammar, Småland |       | 57.730200, 16.524111 | 10080702060002 | Ladda upp en bild av detta fornminne |
| Gladhammar 208:1              | Stensättning |              | Gladhammar, Småland |       | 57.732153, 16.520757 | 10080702080001 | Ladda upp en bild av detta fornminne |
| Gladhammar 208:2              | Stensättning |              | Gladhammar, Småland |       | 57.732259, 16.520935 | 10080702080002 | Ladda upp en bild av detta fornminne |
| Gladhammar 208:3              | Stensättning |              | Gladhammar, Småland |       | 57.732367, 16.520835 | 10080702080003 | Ladda upp en bild av detta fornminne |
| Gladhammar 209:1              | Gravfält     |              | Gladhammar, Småland |       | 57.735784, 16.522359 | 10080702090001 | Ladda upp en bild av detta fornminne |
| Gladhammar 212:1              | Stensättning |              | Gladhammar, Småland |       | 57.744710, 16.492535 | 10080702120001 | Ladda upp en bild av detta fornminne |
| Gladhammar 212:2              | Röse         |              | Gladhammar, Småland |       | 57.744489, 16.492172 | 10080702120002 | Ladda upp en bild av detta fornminne |
| Gladhammar 212:3              | Stensättning |              | Gladhammar, Småland |       | 57.744606, 16.491811 | 10080702120003 | Ladda upp en bild av detta fornminne |
| Gladhammar 212:4              | Stensättning |              | Gladhammar, Småland |       | 57.744390, 16.491399 | 10080702120004 | Ladda upp en bild av detta fornminne |
| Gladhammar 212:5              | Stensättning |              | Gladhammar, Småland |       | 57.744092, 16.491026 | 10080702120005 | Ladda upp en bild av detta fornminne |
| Gladhammar 216:1              | Stensättning |              | Gladhammar, Småland |       | 57.747475, 16.483852 | 10080702160001 | Ladda upp en bild av detta fornminne |
| Gladhammar 217:1              | Stensättning |              | Gladhammar, Småland |       | 57.759700, 16.492116 | 10080702170001 | Ladda upp en bild av detta fornminne |
| Gladhammar 218:1              | Stensättning |              | Gladhammar, Småland |       | 57.755301, 16.464173 | 10080702180001 | Ladda upp en bild av detta fornminne |
| Gladhammar 218:2              | Stensättning |              | Gladhammar, Småland |       | 57.755213, 16.464342 | 10080702180002 | Ladda upp en bild av detta fornminne |
| Gladhammar 218:3              | Stensättning |              | Gladhammar, Småland |       | 57.755102, 16.464687 | 10080702180003 | Ladda upp en bild av detta fornminne |
| Gladhammar 219:1              | Stensättning |              | Gladhammar, Småland |       | 57.755046, 16.460600 | 10080702190001 | Ladda upp en bild av detta fornminne |
| Gladhammar 220:1              | Stensättning |              | Gladhammar, Småland |       | 57.747992, 16.485793 | 10080702200001 | Ladda upp en bild av detta fornminne |
| Gladhammar 249:1              | Stensättning |              | Gladhammar, Småland |       | 57.674679, 16.394387 | 10080702490001 | Ladda upp en bild av detta fornminne |
| Gladhammar 249:2              | Stensättning |              | Gladhammar, Småland |       | 57.674796, 16.394565 | 10080702490002 | Ladda upp en bild av detta fornminne |
| Gladhammar 263:1              | Stensättning |              | Gladhammar, Småland |       | 57.731676, 16.519635 | 10080702630001 | Ladda upp en bild av detta fornminne |
| Gladhammar 263:2              | Stensättning |              | Gladhammar, Småland |       | 57.731518, 16.520267 | 10080702630002 | Ladda upp en bild av detta fornminne |
| Gladhammar 265:1              | Stensättning |              | Gladhammar, Småland |       | 57.754126, 16.489704 | 10080702650001 | Ladda upp en bild av detta fornminne |
| Gladhammar 268:1              | Stensättning |              | Gladhammar, Småland |       | 57.725264, 16.368961 | 10080702680001 | Ladda upp en bild av detta fornminne |
| Gladhammar 268:2              | Stensättning |              | Gladhammar, Småland |       | 57.725202, 16.368826 | 10080702680002 | Ladda upp en bild av detta fornminne |
| Gladhammar 269:1              | Stensättning |              | Gladhammar, Småland |       | 57.671456, 16.470505 | 10080702690001 | Ladda upp en bild av detta fornminne |
| Gladhammar 269:2              | Stensättning |              | Gladhammar, Småland |       | 57.671606, 16.470356 | 10080702690002 | Ladda upp en bild av detta fornminne |
| Gladhammar 271:1              | Stensättning |              | Gladhammar, Småland |       | 57.734045, 16.538805 | 10080702710001 | Ladda upp en bild av detta fornminne |
| Gladhammar 271:2              | Stensättning |              | Gladhammar, Småland |       | 57.733940, 16.538894 | 10080702710002 | Ladda upp en bild av detta fornminne |
| Stångerör (Västrum 97:1)      | Röse         |              | Gladhammar, Småland |       | 57.703657, 16.609122 | 10088600970001 | Ladda upp en bild av detta fornminne |